# Белобородов, Владимир
Влади́мир Белоборо́дов (род. 13 октября 1951 или 20 апреля 1951) — советский легкоатлет, бегун-марафонец. Выступал на всесоюзном уровне в 1980-х годах, бывший рекордсмен Узбекистана, участник Игр доброй воли и соревнований «Дружба-84» в Москве.

## Биография
Владимир Белобородов родился 13 октября (по другим данным 20 апреля) 1951 года.
Занимался лёгкой атлетикой в Ташкенте, представлял Узбекскую ССР и добровольное спортивное общество «Трудовые резервы».
Впервые заявил о себе на всесоюзном уровне в сезоне 1980 года, когда выступил на чемпионате СССР по марафону в Москве — отборочном старте в советскую сборную для участия в Олимпийских играх. С результатом 2:19:37 занял здесь 44-е место.
В 1983 году финишировал девятым на чемпионате страны по марафону в программе VIII летней Спартакиады народов СССР в Москве (2:18:18). Также показал 12-й результат на Кубке СССР по марафону в Ужгороде (2:17:29).
В 1984 году был четвёртым на чемпионате СССР по марафону в Баку (2:14:34). Бежал марафон в рамках международного турнира «Дружба-84» в Москве — показал время 2:15:56, расположившись в итоговом протоколе соревнований на восьмой строке. Помимо этого, занял 14-е место на марафоне в Вильнюсе (2:17:43).
В июне 1985 года на чемпионате СССР по марафону в Могилёве пришёл к финишу шестым, установив при этом национальный рекорд Узбекистана в данной дисциплине — 2:13:28 (рекорд был превзойдён лишь в 2023 году Шохрухом Давлатовым).
В 1986 году закрыл десятку сильнейших на марафонах в Вильнюсе и Аддис-Абебе, показав результаты 2:17:03	и 2:23:28 соответственно. Стартовал в марафоне на впервые проводившихся Играх доброй воли в Москве — с результатом 2:25:58 занял итоговое 31-е место.
В 1989 году на Кубке СССР по марафону в Ужгороде занял 29-е место (2:19:03).